# 露氏依內麗魚
露氏依內麗魚（学名：Enigmatochromis lucanusi）為輻鰭魚綱鱸形目隆頭魚亞目慈鯛科的其中一種，分布於非洲幾內亞Foto河流域，體長可達4.5公分，棲息在中底層水域，生活習性不明。